# Radio Bikini
Radio Bikini è un documentario del 1987 diretto da Robert Stone candidato al premio Oscar al miglior documentario.